# 두정후두고랑
신경해부학에서 두정후두고랑(Parieto-occipital sulcus)은 대뇌 피질의 깊은 뇌고랑으로 쐐기소엽과 앞쐐기소엽 사이, 그리고 두정엽과 후두엽의 경계를 이룬다. 대뇌 반구의 외측면에서는 작은 부분만 보이고, 주요 부분은 내측면에 있다.
두정후두고랑의 가쪽 부분(그림 726)은 대뇌 반구의 후두엽에서 약 5cm 앞에 위치하며 길이는 약 1.25cm이다.
두정후두고랑의 안쪽 부분(그림 727)은 대뇌 반구의 안쪽 면에서 깊은 틈새로 아래쪽과 앞쪽으로 달리고 뇌량의 뒤쪽 끝 아래 뒤쪽에서 조롱이자고랑과 만난다. 대부분의 경우 잠겨 있는 이랑을 포함한다.

## 기능
두정후두엽은 PET(양전자 방출 단층 촬영) 연구를 비롯한 다양한 신경 영상 연구 및 SPECT(단일 광자 방출 컴퓨터 단층 촬영) 연구에서 배외측 전전두 피질과 함께 플래닝 중에 관여하는 것으로 밝혀졌다.

## 갤러리

왼쪽 대뇌 반구 애니메이션. 두정후두고랑은 빨간색으로 표시되어 있다.
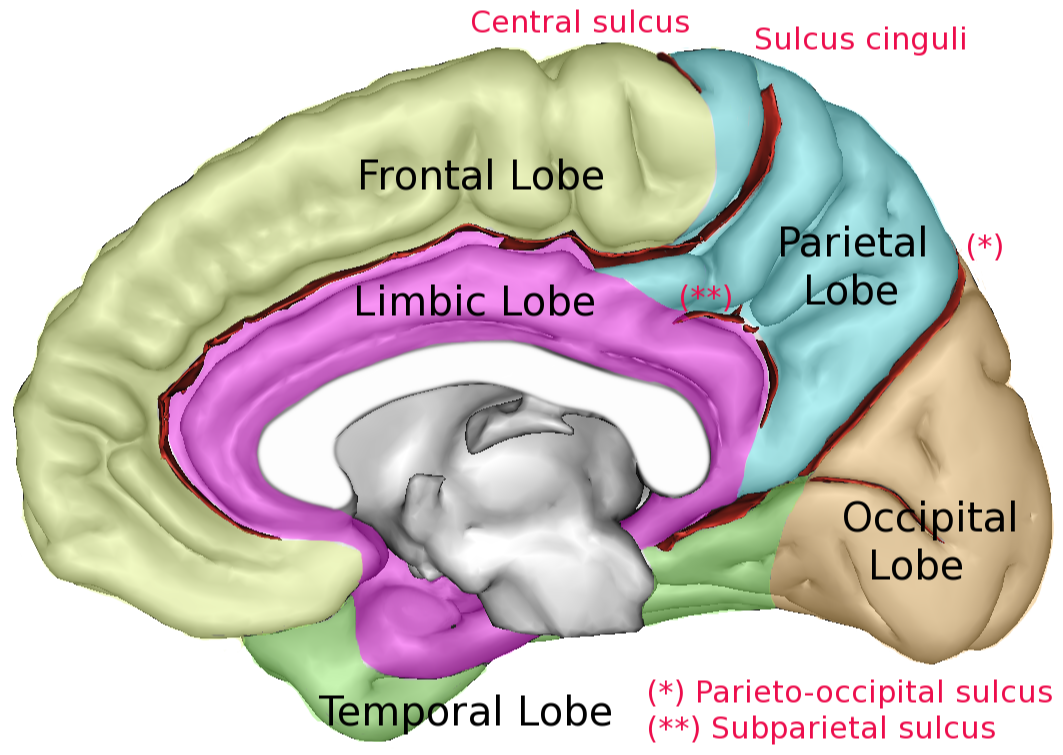
오른쪽 반구의 안쪽 면. 두정후두고랑은 오른쪽 상단에 "*"로 표시되어 있다.
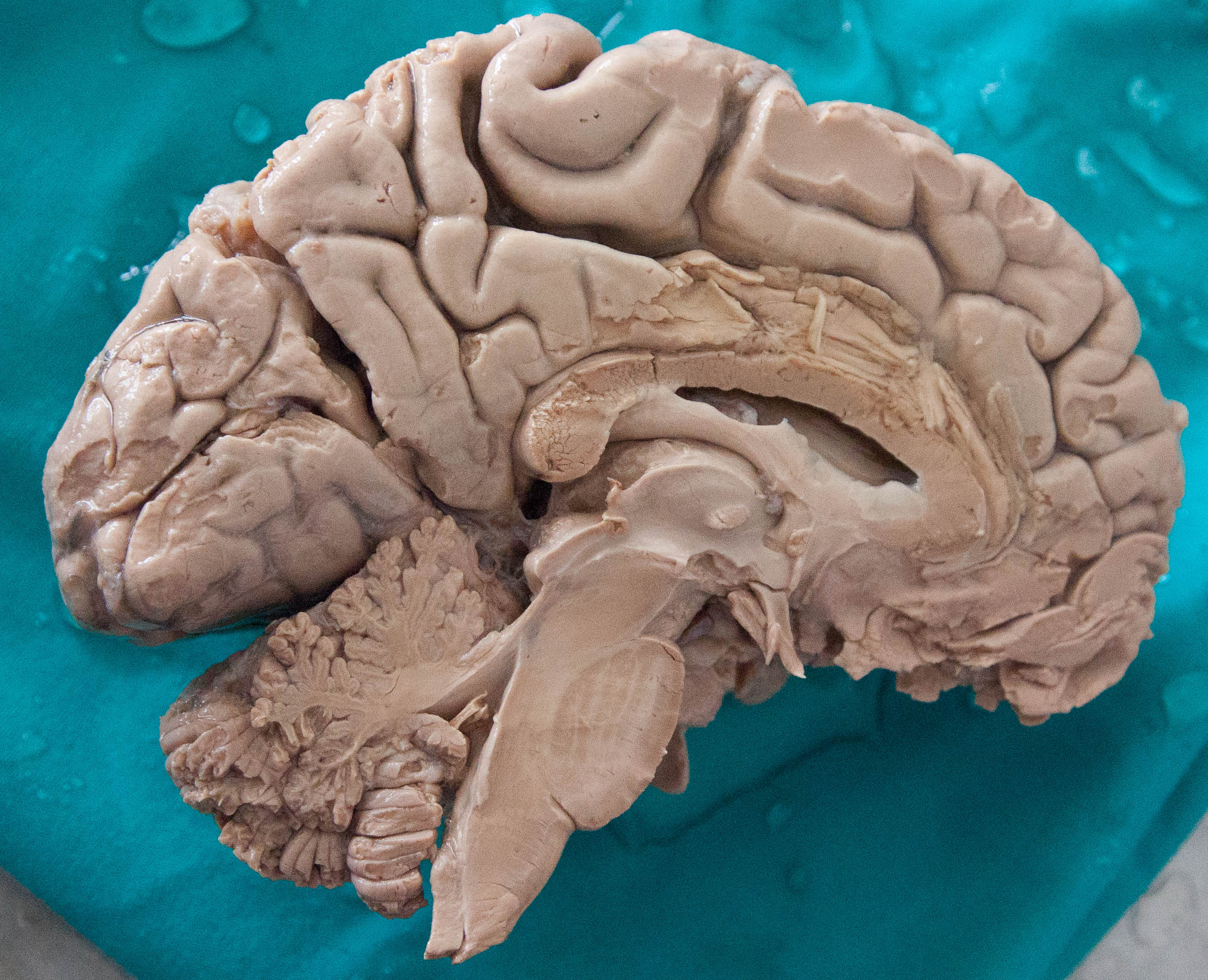
왼쪽 반구의 안쪽 면. 두정후두고랑은 왼쪽 상단에 보인다.
- 인간 뇌 해부 영상 (1분 52초). 왼쪽 대뇌 반구의 두정후두고랑 위치를 보여준다.